# Roman Málek
Roman Málek, är en tjeckisk före detta ishockeymålvakt som är född 25 september 1977 i Prag, Tjeckien.
Málek som är 180 cm lång och väger 75 kg spelade hösten 2009 för MODO Hockey.